# National Inventors Hall of Fame
Le National Inventors Hall of Fame est un musée qui honore les réalisations des inventeurs, peu importe leur nationalité, pour peu que celles-ci soient remarquables. Pour y être admis, de son vivant ou à titre posthume, il faut posséder au moins un brevet déposé auprès du United States Patent and Trademark Office (USPTO). En 2018, l'institution compte 562 intronisés.

## Description
L'organisation qui gère le musée à Akron, dans l'Ohio, et organise une cérémonie d'introduction tous les ans. Les futurs membres sont choisis par un conseil national composé d'inventeurs et de scientifiques américains. Elle possède aussi des bureaux à Washington (district de Columbia) et à Los Angeles.

## Historique
Le musée est fondé et géré par un organisme à but non lucratif créé en 1973 aux États-Unis par le USPTO et le National Council of Intellectual Property Law Associations. L'organisme organise aussi Invent Now America, un concours semi-annuel pour l'ensemble des inventeurs américains, en collaboration avec le USPTO, Time magazine et The History Channel.

## Membres
- Haut – A
- B
- C
- D
- E
- F
- G
- H
- I
- J
- K
- L
- M
- N
- O
- P
- Q
- R
- S
- T
- U
- V
- W
- X
- Y
- Z

### A
- Edward Goodrich Acheson, carborundum
- Herman Affel, câble coaxial
- George Edward Alcorn Jr, pour son spectromètre à rayons X
- Ernst Alexanderson, radio
- Andrew Alford (en), VOR
- James Allison, traitement par inhibiteur de point de contrôle immunitaire
- Luis Walter Alvarez, chambre à bulles à hydrogène, utilisée pour la détection des particules subatomiques
- George Antheil (avec Hedy Lamarr), système de communication secrète
- Edwin Armstrong, radio FM

### B
- George Herman Babcock, générateur de vapeur
- Leo Hendrik Baekeland, bakélite
- Rodney Bagley (en) , substrat pour les convertisseurs catalytiques
- Shankar Balasubramanian, séquençage par synthèse de l'ADN
- Matthias William Baldwin (en), locomotive à vapeur
- Robert Banks, plastiques polypropylènes
- Frederick Banting, isolation et purification de l'insuline
- John Bardeen, transistor
- C. Donald Bateman, système d'alerte terrestre
- Patricia Bath, technique d'opération de la cataracte par rayon laser
- Andrew Jackson Beard (en) (1849-1921), amélioration du système d'amarres pour wagons de Janney
- Arnold Orville Beckman, pH mètre
- Semi Joseph Begun (en), enregistrement magnétique
- Alexander Graham Bell, téléphone
- Willard Harrison Bennett, spectromètre de masse
- Émile Berliner, gramophone et microphone
- Henry Bessemer, procédé Bessemer (pour la fabrication de l'acier)
- Charles Best, isolation de l'insuline
- Eric Betzig, microscopie PALM (photo-activated localization microscopy ou microscopie par localisation photoactivée)
- Erastus Brigham Bigelow (en) (1814-1879), métier à tisser mécanique
- Gerd Karl Binnig, microscope à effet tunnel
- Forrest Bird, respirateur artificiel
- Clarence Birdseye, aliment congelé
- Harold Stephen Black, amplificateur de feedback négatif
- Helen Blanchard (en) (1840-1922), améliorations aux machines à coudre
- Thomas Blanchard (inventeur) (en) (1788-1864), tour à bois ((en) pattern lathe)
- Samuel Blum, chirurgie de l’œil par le Lasik
- Baruch Blumberg, vaccin contre l'hépatite B
- Nils Bohlin, ceinture de sécurité
- Joseph-Armand Bombardier, marque de motoneige récréative Ski-Doo
- Gail Borden, Jr. (1801-1874), procédé de fabrication du lait condensé
- Carl Bosch, procédé Haber-Bosch (production d'ammoniac)
- Robert W. Bower (en), MOSFET
- Seth Boyden (en) (1788-1870), procédé pour fabriquer l'acier malléable
- Herbert W. Boyer, génie génétique
- Willard Boyle, CCD
- Milton Bradley (1836-1911), jeu de société
- Jacques E. Brandenberger (1872-1954), Cellophane
- Walter Houser Brattain, transistor
- Yvonne Brill, système de propulsion pour vaisseau spatial
- Rachel Fuller Brown , fongicide Nystatine
- Charles F. Brush (1849-1929), éclairage des rues grâce aux arcs électriques
- Luther Burbank, hybridation
- Joseph H. Burckhalter (en), isothiocyanate
- Williams Seward Burroughs I, machine à additionner
- William Merriam Burton, craquage catalytique
- Vannevar Bush, analyseur différentiel, appareil mécanique capable de calculer des intégrales dans le but de résoudre des équations différentielles

- Haut – A
- B
- C
- D
- E
- F
- G
- H
- I
- J
- K
- L
- M
- N
- O
- P
- Q
- R
- S
- T
- U
- V
- W
- X
- Y
- Z

### C
- Edward A. Calahan (1838-1912), téléscripteur Stock Ticker avec ruban d'impression, pour les cours de Bourse
- Donald L. Campbell (en), craquage catalytique
- Marvin Camras (en), enregistrement magnétique
- Chester F. Carlson, procédé de photocopie Xerox
- Wallace Hume Carothers, caoutchouc synthétique
- Willis Haviland Carrier, air climatisé
- George Carruthers, Far Electrograph Ultraviolet Camera
- George Washington Carver, produits dérivés de l'arachide
- Frank Cepollina (en), techniques de maintenance des satellites artificiels
- Vinton G. Cerf, protocole Internet
- Josephine Cochrane (1839-1913), lave-vaisselle
- Stanley N. Cohen, génie génétique
- James Collip, isolation et purification de l'insuline
- Samuel Colt (1814-1862), revolver avec pièces interchangeables
- Frank B. Colton (en), contraceptif oral
- Lloyd H. Conover (en), tétracycline
- William David Coolidge, tube à rayons X
- Peter Cooper (1791-1883), locomotive à vapeur
- Harry Coover (en), Superglue
- George Corliss (1817-1888), améliorations aux locomotives à vapeur
- Martha Coston (en) (1826-1904), drapeaux de signalisation maritime
- Frederick G. Cottrell, précipitateur électrostatique
- Wallace H. Coulter (en), principe de Coulter
- Eckley Coxe (en) (1839-1895), fournaises mobiles
- Seymour Cray, superordinateur
- Marian Croak, Voix sur IP
- Glenn Curtiss, hydravion

### D
- Gottlieb Daimler (1834-1900), conception de moteurs d'automobiles et de motocyclettes
- Raymond Vahan Damadian, Imagerie par résonance magnétique
- Georges de Mestral, Velcro
- Mark Dean, périphériques d'ordinateurs
- John Deere, outils de labour
- Robert Dennard, DRAM
- Rudolf Diesel, moteur à combustion interne
- Walt Disney, caméra multiplans
- Carl Djerassi, contraceptif oral
- Ray Dolby, système Dolby de réduction de bruit
- Herbert Henry Dow, extraction de la bromine
- Charles Stark Draper, stabilisateur gyroscopique
- John Boyd Dunlop (1840-1921), pneumatique
- Graham J. Durant, cimétidine

### E
- George Eastman, photographie
- John Presper Eckert, ENIAC
- Harold E. Edgerton, photographie stroboscopique
- Thomas Alva Edison, éclairage électrique grand public
- Willem Einthoven, électrocardiographe
- Gertrude Belle Elion, médicament contre la leucémie
- John Colin Emmett, cimétidine
- Douglas Engelbart, souris d'ordinateur
- John Ericsson, hélice
- Lloyd Espenschied (en), câble coaxial
- Oliver Evans, moteur à vapeur haute pression

### F
- Maxime Faget, capsule spatiale
- Federico Faggin, CPU
- Moses Farmer (en) (1820-1893), alarme incendie
- Philo Taylor Farnsworth, télévision
- James Fergason (en), LCD
- Enrico Fermi, fission nucléaire
- Reginald A. Fessenden, radio AM
- Harvey Firestone (1868-1938), pneu
- John Fitch (inventeur) (1743-1798), bateau à vapeur
- Edith Flanigen, filtres moléculaires
- Thomas J. Fogarty (en), cathéter pour embolectomie
- Henry Ford, automobile
- Lee de Forest, tube à vide
- Jay W. Forrester, Random Access Memory
- Alfred Free (de), détecteur de glucose pour diabétiques
- Helen Murray Free, détecteur de glucose pour diabétiques
- Robert Fulton (1765-1815), bateau à vapeur

- Haut – A
- B
- C
- D
- E
- F
- G
- H
- I
- J
- K
- L
- M
- N
- O
- P
- Q
- R
- S
- T
- U
- V
- W
- X
- Y
- Z

### G
- Robert Gallo, isolation du VIH
- C. Robin Ganellin (en), cimétidine
- Edmund Germer (en), éclairage fluorescent
- Ivan Getting (en), GPS
- John Gibbon, respirateur artificiel
- Charles P. Ginsburg (en), enregistreur à rubans
- Joseph Glidden (1813-1906), barbelés
- Robert Hutchings Goddard, fusées
- Leopold Godowsky, Jr., Kodachrome
- Andrea Goldsmith (en), formation adaptative de faisceaux pour antenne WiFi à faisceaux multiples
- Charles Goodyear, vulcanisation
- Wilbert L. Gore, Goretex
- Gordon Gould, laser
- Zénobe Gramme (1826-1901), dynamo à courant continu
- Wilson Greatbatch, pacemaker
- Leonard Michael Greene (en), système d'alerte pour les avions proche de la perte de portance
- Leroy Grumman, train d'atterrissage
- Robert Gundlach, photocopieur

### H
- Jaap Haartsen, bluetooth
- Fritz Haber, procédé Haber (production d'ammoniaque)
- Charles Martin Hall, procédé Hall-Héroult (production d'aluminium)
- Lloyd Hall, techniques de conservation des aliments
- Robert N. Hall (en), emballage stérile d'aliment
- Andrew Hallidie (en) (1836-1900), câble de traction de tramway
- William Edward Hanford (en), polyuréthane
- Elizabeth Lee Hazen, Nystatine
- M. Stephen Heilman (en), défibrillateur
- François Hennebique, Construction en béton armé
- Beulah Louise Henry (1887-1973),
- Harald Hess (en), microscopie PALM (photo-activated localization microscopy ou microscopie par localisation photoactivée)
- William R. Hewlett, signaux audio
- René Higonnet, Lumitype, machine de photocomposition
- James Hillier, microscope électronique
- Richard M. Hoe, presse rotative
- Marcian Hoff, CPU
- Felix Hoffmann, aspirine
- John Paul Hogan, polypropylène
- Herman Hollerith, tabulateur à cartes perforées
- Alexander Lyman Holley (en) (1832-1882), fabrication d'aciers
- Birdsill Holly (en) (1820-1894), hydrant
- Donald Fletcher Holmes (en), polyuréthane
- Benjamin Holt, tracteur
- Eugène Houdry, craquage catalytique
- Elias Howe, machine à coudre
- George Hulett (1846-1923), machines à charger et à décharger
- Walter Hunt (1796-1859), épingle de sûreté
- John Hyatt (1837-1920), celluloïd
- Franklin Hyde (en), silice transparente

### I
- Simon Ingersoll (en) (1818-1894), perceuse à pierres

### J
- Ali Javan, laser hélium-néon
- Alec Jeffreys, identification génétique
- Steven Jobs, ancien PDG cofondateur d'Apple et pionnier de l'ordinateur personnel.
- Frederick McKinley Jones, inventeur du système de réfrigération.
- Percy Lavon Julian, synthèse de la cortisone.

### K
- Robert E. Kahn, protocole Internet
- Charles H. Kaman, améliorations de l'hélicoptère
- Dean Kamen, pompe à infusion pour ambulance
- Donald Keck (en), fibre optique
- Cyril et Louis Keller, chargeuse compacte[2]
- John Harvey Kellogg (1852-1943), céréales de petit-déjeuner
- Charles Kelman (en), chirurgie de la cataracte
- Charles Franklin Kettering, automobile
- Mary Dixon Kies (1752-1837), procédé pour tisser la paille
- Jack Kilby, circuit intégré
- Dale Kleist, fibre de verre
- David Klenerman, séquençage par synthèse de l'ADN
- Margaret E. Knight, sac en papier
- Willem Johan Kolff, cœur artificiel
- Paul Kollsman (en), altimètre
- William J. Kroll, titane
- Raymond Kurzweil, OCR
- Stephanie Kwolek, Kevlar

### L
- Irwin Lachman (en), Pot catalytique
- Hedy Lamarr (avec George Antheil), système de communication secrète
- Edwin H. Land, Polaroid
- Alois Langer (en), défibrillateur
- Robert Langer, administration automatique de médicaments
- Irving Langmuir, éclairage électrique
- Lewis Howard Latimer (1848-1928), filament de l'ampoule électrique
- Ernest Orlando Lawrence, cyclotron
- William Lear, système audio à 8 pistes
- Robert Ledley (en), tomodensitométrie (scanner) pour le corps entier
- Ronald Lewis, Pot catalytique
- Edwin A. Link (en), Simulateur de vol

- Haut – A
- B
- C
- D
- E
- F
- G
- H
- I
- J
- K
- L
- M
- N
- O
- P
- Q
- R
- S
- T
- U
- V
- W
- X
- Y
- Z

### M
- Asad M. Madni (en), système microélectromécanique (NEMS) gyroscopique pour la sécurité aérienne et automobile
- Theodore Harold Maiman, laser
- Leopold Mannes (en), Kodachrome
- Guglielmo Marconi, radio
- John Mason (1832-1916), pot Mason (conservation des aliments)
- Jan Matzeliger (1852-1889), protection des chaussures
- Homer Martin, craquage catalytique
- John Mauchly, ENIAC
- Robert Maurer (en), fibre optique
- Hiram Maxim (1840-1916), mitraillette
- Stanley Mazor (en), CPU
- Cyrus McCormick, moissonneuse
- Elijah McCoy, appareil de lubrification
- Ottmar Mergenthaler, Linotype
- Thomas Midgley, ethyl gasoline
- Lewis Miller (1829-1899), Moissonneuse-batteuse
- Irving Millman (en), vaccin pour hépatite B
- Michel Mirowski (en), Défibrillateur automatique implantable
- Dennis Moeller, périphériques d'ordinateurs
- Bryan Molloy (en), Prozac
- Luc Montagnier, isolation d'VIH et test anticorps
- Garrett Morgan, masque à gaz
- Samuel Morse, télégraphe
- Mick Mountz (en), manutention mobile et robotisée (véhicule à guidage automatique) pour l'exécution de commande (magasin automatique)
- Morton Mower (en), défibrillateur cardiaque
- Andrew J. Moyer (en), pénicilline
- Louis Moyroud, Lumitype, machine de photocomposition
- Kary Banks Mullis, réaction de réaction de la polymérase
- Eger Murphee, craquage catalytique
- George Washington Murray, machineries et technologies agricoles

### N
- Julius Arthur Nieuwland (en), caoutchouc synthétique
- Alfred Nobel, dynamite
- John Northrop, aile volante
- Robert Noyce, circuit intégré

### O
- Bernard M. Oliver, PCM
- Kenneth H. Olsen, mémoire magnétique
- Elisha Graves Otis, frein d'ascenseur
- Nikolaus Otto, cycle d'Otto dans les moteurs à combustion interne

### P
- Charles Grafton Page (1812-1868), bobine d'induction à haute tension
- William Painter (1838-1906), capsule de bouteille
- Julio Palmaz (en), système d'injection intravasculaire
- Louis W. Parker (en), télévision
- Bradford Parkinson, GPS
- John T. Parsons (en), contrôle par ordinateur
- Louis Pasteur, pasteurisation
- Les Paul, guitare électrique à corps rigide
- Lester Pelton (1829-1908), roue à aubes
- Mary Engle Pennington(1872-1952) ingénieur en réfrigération
- John Pierce, satellites de communications
- Gregory Pincus, contraceptif oral
- Charles J. Plank, craquage catalytique
- Roy J. Plunkett, Téflon
- Mary Florence Potts (en), invention et amélioration du fer à repasser
- George Pullman (1831-1897), voiture Pullman

### R
- Jacob Rabinow (en), OCR
- Louis Renault, frein pour automobile
- Norbert Rillieux, sucre raffiné
- Robert H. Rines, radar et sonar à haute résolution
- John Roebling, pont suspendu
- Heinrich Rohrer, microscope à effet tunnel
- Harold Rosen, système de synchronisation de satellites de communications
- Edward J. Rosinski, craquage catalytique
- Benjamin A. Rubin (en), aiguilles pour vaccin

- Haut – A
- B
- C
- D
- E
- F
- G
- H
- I
- J
- K
- L
- M
- N
- O
- P
- Q
- R
- S
- T
- U
- V
- W
- X
- Y
- Z

### S
- Lewis Hastings Sarett, cortisone
- Joseph Saxton (en) (1799-1873), instruments de mesure
- Arthur L. Schawlow, laser
- Klaus Schmiegel (en), Prozac
- Peter Schultz, fibre optique
- Glenn T. Seaborg, isolation du plutonium
- Robert J. Seiwald, isothiocyanate
- Waldo L. Semon (en), chlorure de polyvinyle
- Gerhard Sessler, microphone
- Claude Shannon, Modulation d'impulsion codée
- John C. Sheehan (en) structure et synthèse de la pénicilline
- Patsy Sherman (en), Scotchgard
- William Bradford Shockley, transistor
- Christopher L. Sholes, inventeur du clavier QWERTY
- Igor Sikorsky, hélicoptère
- Russell Games Slayter (en), fibre de verre
- George E. Smith, CCD
- Samuel Smith, Scotchgard (en)
- Lanny Smoot, technologies spectaculaires et effets spéciaux
- James M. Spangler (1848-1915), aspirateur électrique portable
- Percy Spencer, magnétron
- Elmer Ambrose Sperry (1880-1930), compas gyroscopique
- Frank Sprague (1857-1934), voiture électrique
- Rangaswamy Srinivasan (en), Lasik
- William Stanley, Jr., courant alternatif
- Charles Proteus Steinmetz, courant alternatif
- Leo Sternbach, benzodiazépine
- John Stevens (1749-1838), moyens de transport avec appareils à vapeur
- George R. Stibitz (en), ordinateur
- Alice Mary Stoll (en), fibre synthétique résistante au feu (Nomex)
- Almon Strowger (1839-1902), composition téléphonique
- Gideon Sundbäck (1880-1954), fermeture Éclair
- Ambrose Swasey (en) (1846-1937), améliorations au télescope
- Leo Szilard, réacteur nucléaire

### T
- Donalene L. Tabern, thiopental
- Charles Tainter (1854-1940), améliorations aux techniques d'enregistrement sonore
- Takamine Jōkichi, synthèse et purification de l'hormone de l'adrénaline
- Ralph Teetor, régulateur de vitesse (cruise control)
- John T. Thomas, fibre de verre
- Elihu Thomson, éclairage électrique
- Henry Timken (en), roulement à billes
- Max Tishler, vitamines synthétiques
- Charles Hard Townes, laser
- Charles Tyson, craquage catalytique

### U
- William E. Upjohn (en), comprimés pour l'administration des médicaments

### V
- Ernest H. Volwiler (en), pentothal
- Theodore von Kármán, turboréacteur
- Hans von Ohain, moteur à réaction

### W
- Selman Waksman, streptomycine
- An Wang (en), mémoire magnétique
- Lewis Waterman (en) (1837-1901), stylo-plume
- James West (en), microphone
- George Westinghouse, courant alternatif
- Edward Weston (1850-1936), voltmètre portable
- Richard Whitcomb, aile à profil supercritique
- Eli Whitney, appareil à traiter le coton brut
- Frank Whittle, moteur à réaction
- Stephen Wilcox, générateur de vapeur
- Robert R. Williams, Jr. (en), synthèse des vitamines
- Sam B. Williams (en), améliorations au moteur à réaction
- Alexander Winton (1860-1932), améliorations à l'automobile, à la bicyclette et au moteur diesel
- Granville T. Woods (1856-1910), télégraphe pour chemin de fer
- Steve Wozniak, ordinateur personnel
- Orville Wright, avion
- Wilbur Wright, avion
- Margaret Wu, lubrifiants synthétiques
- James Wynne, Lasik

### Y
- Linus Yale Jr. (1821-1868), serrure cylindrique

### Z
- Ferdinand von Zeppelin (1838-1917), dirigeable rigide
- Xiaowei Zhuang, microscopie STORM, dérivée de la microscopie PALM
- Vladimir Kosma Zworykin, tube à rayons cathodiques